# 里卡多·羅塞特
里卡多·罗塞特（Ricardo Rosset ，1968年7月27日出生）  是一名巴西职业赛车运动员。他在1995年F3000锦标赛获得亚军，随后参加了33场一级方程式大奖赛，于1996年澳大利亚大奖赛首次亮相。他在他的一级方程式生涯中从未获得积分。最终，他退出一级方程式和职业赛车，专注于在巴西发展运动服装业务。

## 职业

### 三级方程式
从欧宝方程式欧洲系列赛晋级后，罗塞特于1993 年代表Alan Docking Racing参加英国三级方程式锦标赛。他在积分榜上获得了并列第六，与佩德罗·德·拉·罗萨并列。他当年的最好成绩是在银石赛道获得第二名。 1994年，罗塞特转会至AJS车队。他的队友扬·马格努森统治了这一赛季，罗塞特也最终位列积分榜第五。
在斯内特顿赛道的比赛中，在扬·马格努森退赛的情况下，他赢得了他的第一场 F3 比赛。

### F3000
1995 年，罗塞特随Super Nova Racing车队首次亮相国际3000方程式比赛。他的队友是比他经验更丰富的文森佐·索斯皮里（Vincenzo Sospiri）。索斯皮里赢得了当年的车手冠军。 罗塞特紧随他的队友获得了车手积分榜亚军。他赢得了两场比赛——其中包括他的F3000首秀。

### 一级方程式

#### Footwork车队 (1996)
尽管罗塞特有机会加入米纳尔迪车队，但他还是于1996年被Footwork车队签入和乔斯·维斯塔潘搭档出赛。尽管当汤姆·沃金肖买下这辆车后，车队基本上已经停止了这辆车的开发，但他从未达到他的队友的速度（维斯塔潘在所有比赛的排位赛中都比他更快）。罗塞特后来解释，由于资金短缺，车队无法提供两辆完全相同的赛车。而且由于队伍缺乏备件，他们把注意力集中在速度更快的车手维斯塔潘身上。 

#### Lola车队 (1997)
在1997赛季年，罗塞特在一级方程式赛车中的唯一选择是加入万事达卡Lola车队，在那里他与他在F3000的前队友文森佐·索斯皮里成为搭档。然而，由于Lola T97/30赛车缺乏竞争力且开发不足，以及万事达卡赞助中断，该车队在1997年澳大利亚大奖赛上未能获得参加正赛资格后退出了一级方程式赛车。罗塞特在本赛季余下的比赛中都没有获得比赛席位。 

#### 泰瑞尔车队 (1998)
1998年，罗塞特被克雷格·波洛克选为泰瑞尔的第二位车手，与高木虎之介一起出赛。这让肯·泰瑞尔非常愤怒，他的第一选择是乔斯·维斯塔潘—— 尽管罗塞特后来表示泰瑞尔的优先选择是诺伯托·丰塔纳。 波洛克买入该团队的远景是建立英美车队 ，并认为罗塞特能带来的巨额赞助资金对于平衡团队预算至关重要。这一决定导致泰瑞尔在赛季中途离开了车队。 
1998年的赛季对罗塞特来说是又一个不成功的赛季，他的能力也受到了越来越多的批评。他在摩纳哥站的排位赛未能达到107%的参加正赛的资格。在排位赛快结束时，他试图将赛车转向正确的方向，却打滑并使车撞向了路边护栏无法重新启动。当比赛评述员穆雷·沃克提出人们正在争论罗塞特是否具有参加F1比赛的能力时，另一评论员、前 F1 车手马丁·布伦德尔回答说：“这将会是一场相当简短的辩论，穆雷”。然而，罗塞特反驳了针对他的批评。他声称“对于记者来说，让赛车手看起来很愚蠢比发现真相更有利可图”。他将此事件归咎于离合器磨损：“这就是为什么这场面看起来如此糟糕......离合器无法工作。” 罗塞特后来说，“我其实从来没有看到过这一恶作剧。也许机械师们私下是这么说的。我记得有类似的事情发生······所以我对此毫不怀疑。” 
尽管在加拿大的下一场比赛中获得第八名，这最终是车队本赛季的最佳成绩。但罗塞特仍有将席位输给丹麦车手汤姆·克里斯滕森的危险。在马尼库尔赛道的一次测试中，罗塞特和高木的成绩几乎相同，克里斯滕森慢了大约半秒，尽管他们使用的是较旧的发动机。 罗塞特在 2019 年表示，克里斯滕森开着和他一样的车，只是换了座位和进行了一些细微的调整。罗塞特随后在同一赛道的法国大奖赛上在排位赛中超越了高木。 
这个赛季，罗塞特发生了许多问题。其中包括在西班牙大奖赛排位赛以 0.06 秒之差错失了正赛参赛资格，以及在德国大奖赛练习中受伤导致无法参加排位赛。在比利时大奖赛中，他因被猛烈的水花影响视线，在第一圈时撞进了 14 辆车的车堆中，而且无法重新启动赛车。日本大奖赛是泰瑞尔车队在一级方程式的的最后一场比赛中。由于练习赛中撞车造成颈部受伤，他再次未能获得排位赛资格。这也是他一级方程式职业生涯的结束。
罗塞特后来表示，他相信泰瑞尔将主要精力集中在本田支持的队友高木身上，并为这位日本车手提供了优势，以赢得本田的青睐。 “他们（车队）希望他有更好的表现······所以我不太受欢迎，”他说，“当然，他们也不给我足够的支持。” 

### 结束一级方程式赛车生涯之后
在1998赛季结束后，他离开了泰瑞尔车队后，同时完全退出了赛车运动，专注于他在巴西的运动服装业务。然而，他在 2008 年巴西 GT3 锦标赛中与巴西电影制片人沃尔特·塞勒斯 ( Walter Salles）合作参赛，重返赛车运动。 赛季结束，两人驾驶福特 GT共赢得四次胜利，并在总积分榜上获得第二名。 
受到这一成就的鼓舞，罗塞特购买了他在1996年参加比赛的Footwork FA17底盘，并计划在2009年的F1历史系列赛， 但最终没有实现这一计划。后来他在eBay上购买了他在1998年驾驶的Tyrrell 026赛车，并将两辆车都放在家里。当谈及自己的一级方程式职业生涯时，他说：“我非常感激能够拥有这个机会......我尽了最大努力，做了我能做的一切，推到了我的极限······人们对我的批评并没有对我造成太大的干扰。” 
罗塞特随后于 2010年、2013年和 2015年赢得保时捷GT3巴西杯冠军